# Urad prve dame Združenih držav Amerike
Urad prve dame Združenih držav Amerike (angleško: Office of the First Lady; kratica: OFL) je institucija, odgovorna prvi dami ZDA. Odgovornosti, čeprav niso ustavno določene, so sčasoma naraščale, saj se je vloga prve dame skozi zgodovino ZDA povečala in formalizirala. Urad prve dame je subjekt urada Bele hiše, del izvršne pisarne predsednika. Nahaja se v vzhodnem krilu stavbe.

## Zgodovina
Čeprav so bile dejavnosti in pobude prve dame Združenih držav Amerike vedno pomembne za zgodovino ZDA, je bila prva prva dama, ki je zaposlila svoje osebje, financirano iz zveznega proračuna, Edith Roosevelt, ki je 2. oktobra 1901 najela Belle Hagner kot prvo socialno sekretarko Bele hiše. Eleanor Roosevelt je postala prva prva dama, ki je pisarno razširila zunaj socialnih in upravnih sekretarjev, tako da je Malvino Thompson zaposlila kot svojo osebno tajnico, Jackie Kennedy pa je prva zaposlila tiskovno sekretarko.
Pod Rosalynn Carter je osebje prve dame postalo znano pod imenom Urad prve dame. Urad je organizirala v štiri glavne oddelke: projekte in stike z javnostmi, tisk in raziskave, urnik in napredovanja ter družbeni in osebni. Rosalynn Carter je ob tem postavila tudi prvega šefa tega urada. Bila je tudi prva, ki je svojo delovno pisarno preselila v vzhodno krilo Bele hiše. Čeprav se je vloga urada z leti povečala, v prvi vrsti podpira prvo damo pri promociji dnevnega reda in predsednikovih kampanj. Poleg tega zagotavlja podporo agendi prve dame, ki v času, ko je bila v Beli hiši, izbira pobude, za katere bo vodila kampanje.

## Organizacija
Prva dama ima svoje osebje. Spodnja tabela prikazuje trenutno osebje prve dame Jill Biden.
| Pisarna                              | Trenutni            |
| ------------------------------------ | ------------------- |
| Vodja kabineta prve dame             | prazen              |
| Tiskovni sekretar                    | Vanessa Valdivia    |
| Direktor za komunikacije             | Elizabeth Alexander |
| Socialni sekretar Bele hiše          | Carlos Elizondo     |
| Glavni cvetlični dekorater Bele hiše | Hedieh Ghaffarian   |
| Izvršni kuhar Bele hiše              | Cristeta Comerford  |
| Glavni sluga Bele hiše               | Robert B. Downing   |